# Vegalatrave
Vegalatrave ist ein nordwestspanischer Ort und eine Gemeinde (municipio) mit nur noch 79 Einwohnern (Stand: 2024) im Zentrum der Provinz Zamora in der Autonomen Gemeinschaft Kastilien-León. 

## Lage und Klima
Vegalatrave liegt am westlichen Rand der Kastilischen Hochebene (Meseta Iberica) am Río Aliste in einer Höhe von ca. 700 m. Die Provinzhauptstadt Zamora ist gut 40 km (Fahrtstrecke) in südöstlicher Richtung entfernt. Das gemäßigte Kontinentalklima wird nur selten vom Atlantik beeinflusst; Regen (539 mm/Jahr) fällt vorwiegend im Winterhalbjahr.

## Bevölkerungsentwicklung
| Jahr      | 1970 | 1981 | 1991 | 2001 | 2011 | 2021 |
| Einwohner | 298  | 230  | 202  | 138  | 116  | 81   |

## Sehenswürdigkeiten

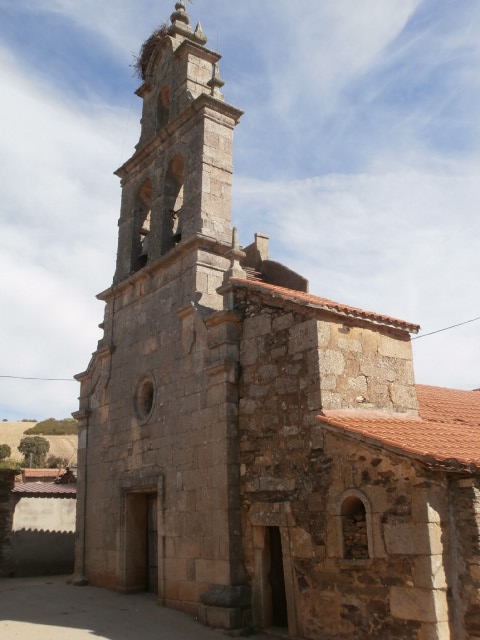
Laurentiuskirche
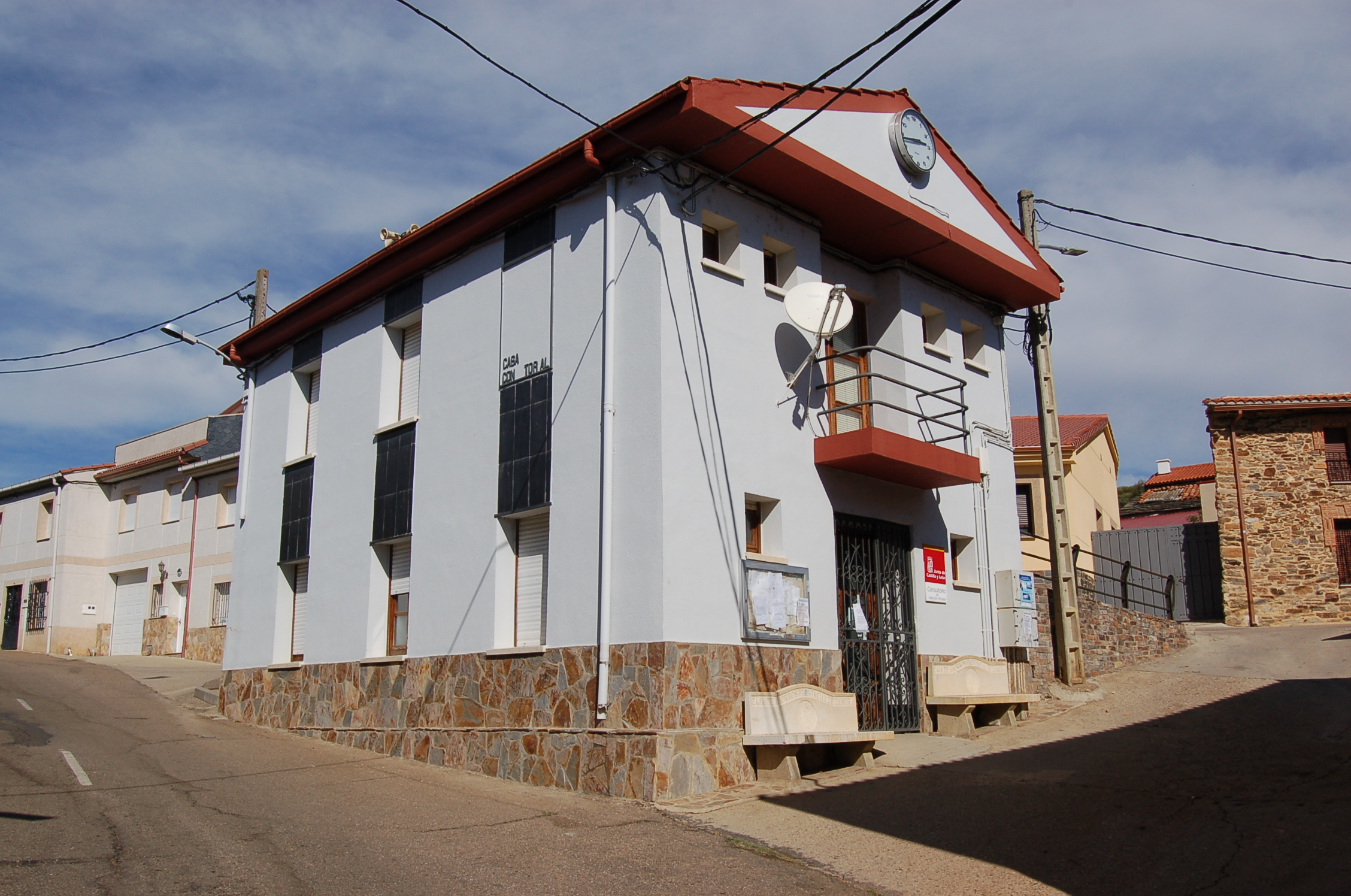
Rathaus

- Laurentiuskirche
- Rathaus